# Velenický kopec
Velenický kopec, na jehož úpatí se rozprostírá obec Velenice, patří do Ralské pahorkatiny. Je již zarostlý, bez staveb na vrcholu, kam nevede žádná značená cesta.

## Popis kopce
Jedná se o kuželovitý kopec z čediče na východní straně obce Velenice. Jeho nadmořská výška je 417 m n. m., vrchol je nad vsí o 120 metrů výš. Je řazen do Ralské pahorkatiny, její části Zákupská pahorkatina (a okrsku Cvikovská pahorkatina) spolu s nedalekými, jen o málo většími Kamenickým a Brništským kopcem. Je již zalesněn, svahy jsou plné kamenné suti. Výhled shora není, pouze z luk na patě kopce.

## Z historie
Před rokem 1945 při kopci stál hostinec U Císařského buku, vedle něhož rostl mohutný buk. K hostinci vedla ze vsi cesta, která pokračovala až na vrchol s vyhlídkou, opatřenou lavičkami. Nedaleko hostince stávala kaple, nic ze zmiňovaných budov a ani strom již neexistují. Zmizela i cesta k vrcholu.

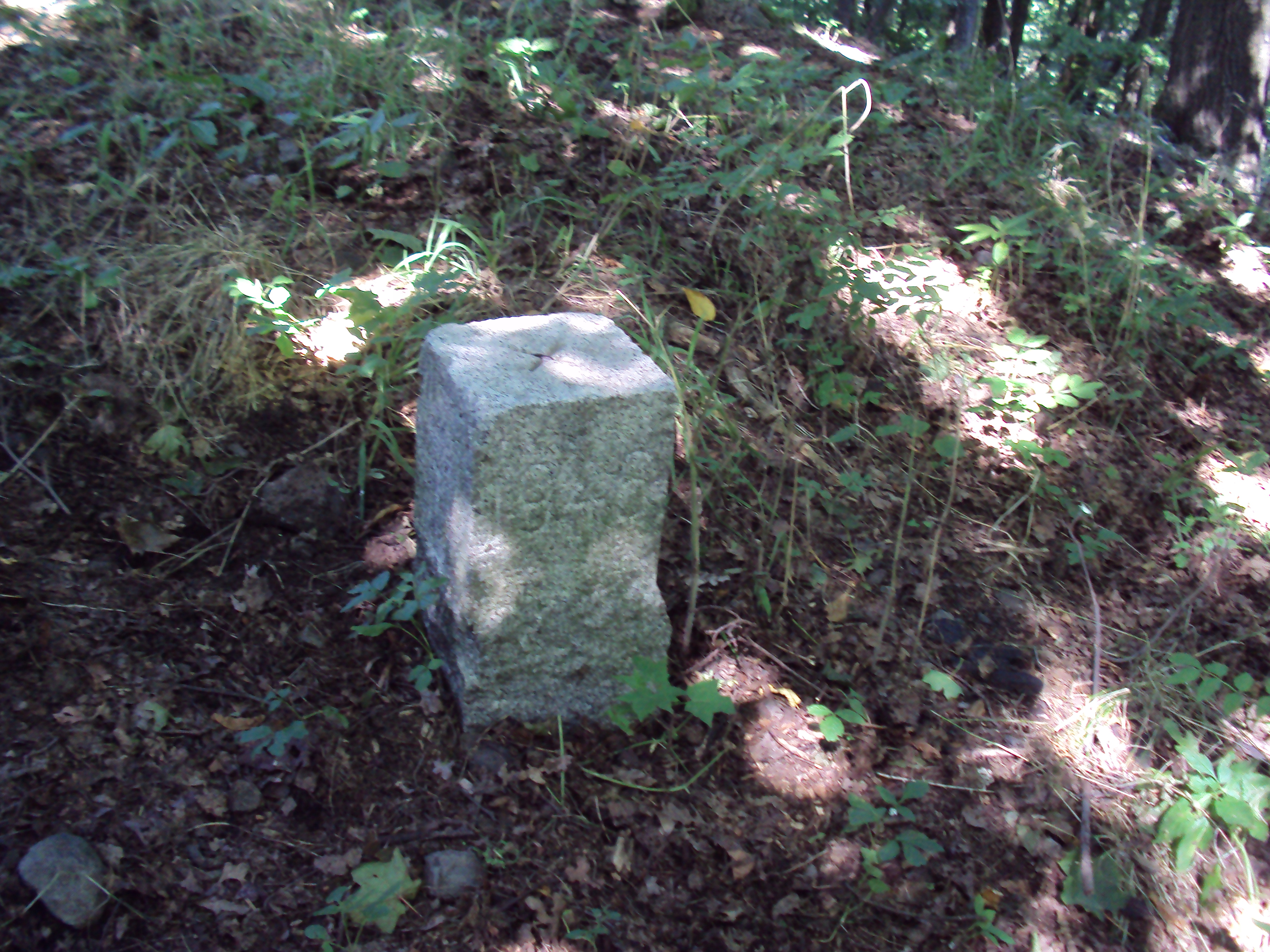
Vrcholový kámen na kopci